# Ngã Bảy
Ngã Bảy é um município do província Hậu Giang do Vietnã. A população em 2009 era de 57 847 habitantes e sua área é de 74,2 km², o que resulta numa densidade demográfica de 779 hab/km².